# NGC 514
NGC 514 è una galassia a spirale intermedia situata nella costellazione dei Pesci, a una distanza di circa 83 milioni di anni luce dalla Via Lattea.

## Descrizione

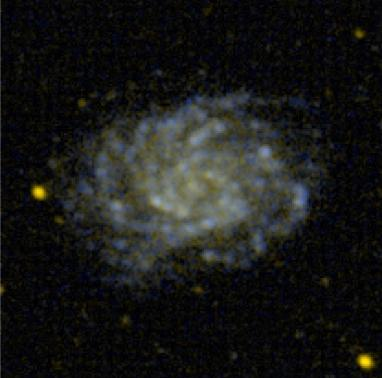
NGC 514 ripresa nell'ultravioletto da GALEX.

La forma della galassia è ben delineata dalla sua classificazione morfologica SAB(rs)c, che indica la presenza di una debole barra al centro della galassia (SAB), l'incompleta formazione di un anello attorno alla barra (rs) e una disposizione aperta dei bracci di spirale (c).
Nella galassia sono presenti anche regioni di idrogeno ionizzato, con una estesa regione a deboli linee di emissione nel visibile, ma non nell'infrarosso vicino.
Data la sua luminosità superficiale pari a 14,31, NGC 514 può essere classificata come una galassia a bassa luminosità superficiale (nella letteratura in lingua inglese abbreviata in LSB, acronimo di Low Surface Brightness). Le galassie LSB sono galassie di tipo diffuso (D) con una luminosità superficiale inferiore di almeno una magnitudine a quella del cielo notturno circostante.

## Scoperta
La galassia NGC 514 è stata scoperta il 16 ottobre 1784 dall'astronomo britannico William Herschel.

## Buco nero supermassiccio
Si ritiene che al centro della galassia sia presente un buco nero supermassiccio la cui massa, in base alle misure della banda K nell'infrarosso vicino del bulbo galattico, viene stimata in 106,5 {\displaystyle M_{\odot }} (3,2 milioni di masse solari).

## Supernova
Nell'ottobre 2020, all'interno di NGC 514 è stata rilevata la supernova di tipo Ia registrata come 2020uxz.